# Grgeteg

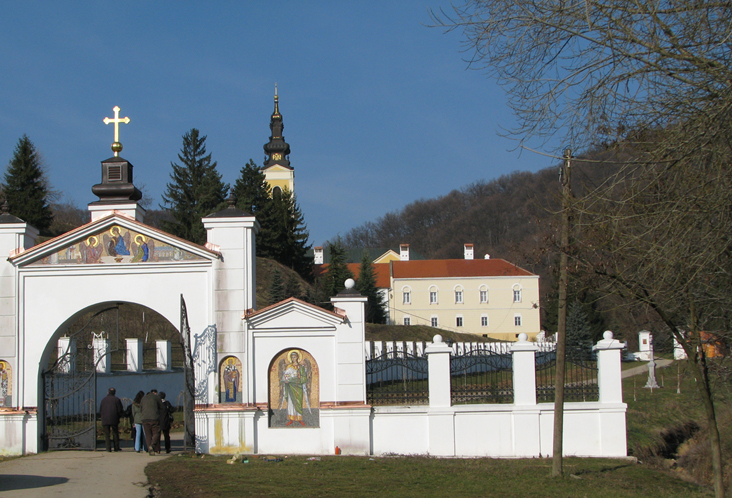
Klášter nedaleko obce Grgeteg, podle něhož získala svůj název

Grgeteg (v srbské cyrilici Гргетег) je název pro vesnici a klášter, které se oba nacházejí v jižním předhůři pohoří Fruška Gora v Srbsku. Klášter pochází již z roku 1471[zdroj?], vesnice byla založena kolonisty z oblasti centrálního Srbska v 18. století
Nedaleká vesnice (jižně od kláštera, který se nachází v lesích Frušky Gory) měla v roce 2002 pouhých 85 obyvatel. Administrativně spadá pod opštinu Irig, obyvatelstvo se věnuje převážně zemědělství. Ves získala napojení na elektrickou síť v roce 1959, v roce 1979 byla hlavní cesta vyasfaltována. Obyvatel v Grgetegu pravidelně ubývá. Zatímco v roce 1900 měla tato vesnice, soustředěná kolem jediné hlavní ulice, 408 obyvatel o sto let později se jejich počet snížil na ani ne čtvrtinu.
Obec je napojena na regionální silniční síť a směřují do ní i značené turistické trasy z Frušky Gory.